# Cartagena del Chairá (ort)
Cartagena del Chairá är en ort i Colombia.   Den ligger i departementet Caquetá, i den centrala delen av landet, 400 km söder om huvudstaden Bogotá. Cartagena del Chairá ligger 221 meter över havet och antalet invånare är 7 586.
Terrängen runt Cartagena del Chairá är platt. Runt Cartagena del Chairá är det mycket glesbefolkat, med 2 invånare per kvadratkilometer. Det finns inga andra samhällen i närheten. I omgivningarna runt Cartagena del Chairá växer i huvudsak städsegrön lövskog.